# Lovecut
Lovecut ist ein im Jänner 2020 erschienener Debütfilm der beiden Regisseurinnen Iliana Estañol und Johanna Lietha.

## Handlung
In lose verflochtenen Episoden erzählt der Film von sechs Teenagern, die ihre Identität entdecken. Die stark wirkende Luka hat Ben über Tinder kennengelernt und beginnt, ihn regelmäßig zu treffen. Während sie Probleme hat, eine Beziehung mit echten Gefühlen einzugehen, hat er, der sich auf Bewährung befindet, Angst davor, wieder ins Gefängnis zu müssen.
Momo hat eine intensive Skype-Beziehung mit Alex, weiß aber nicht, dass er querschnittgelähmt ist und im Rollstuhl sitzt, weshalb Alex persönliche Treffen bisher vermieden hat.
Alex’ älterer Stiefbruder Jakob und seine jüngere Freundin Anna kommen auf die Idee, Sexvideos aufzunehmen und sie dann online zu stellen, in der Hoffnung, dafür bezahlt zu werden. Als ihnen klar wird, wie viel Geld sie dadurch tatsächlich verdienen könnten, will Anna weitermachen, während Jakob damit aufhören möchte.

## Hintergrund
Der Film wurde ursprünglich als XOXO geplant. Der Name wurde später allerdings auf Lovecut geändert. Laut einem Interview mit den Regisseurinnen sowie den Schauspielern fand die Schauspielerakquise größtenteils in Clubs sowie an von Jugendlichen häufig frequentierten Plätzen statt.

## Auszeichnungen
Der Film wurde beim Filmfestival Max Ophüls Preis mit dem Drehbuchpreis ausgezeichnet.

## Kritiken
- Uncut.at – Wertung 75 %
- Cinema Austriaco – Wertung: 8/10
- Kino Zeit – Leserbewertung: 4,7 von 5 bei 87 Bewertungen (Stand 2. Juli 2020)